# Obedience
Obedience este al III-lea EP al trupei suedeze de black metal Marduk. Albumul a fost lansat în anul 2000 de Regain Records . 

## Tracklist
1. "Obedience" – 3:31
2. "Funeral Bitch" – 4:02
3. "Into the Crypts of Rays" (Celtic Frost cover) – 4:06

## Componență
- Erik "Legion" Hagstedt - voce
- Morgan Steinmeyer Håkansson - chitară
- Bogge "B. War" Svensson - bas
- Fredrik Andersson - baterie